# Mistrzostwa Świata w Szermierce 2008
Mistrzostwa Świata w Szermierce 2008 - 70. edycja mistrzostw odbyła się w chińskiej stolicy, Pekinie (w China National Convention Centre). Rozegrano na nich konkurencje, które nie zmieściły się w programie Igrzysk Olimpijskich w Pekinie.

## Klasyfikacja medalowa
| Lp. | Państwo | złoto | srebro | brąz | Razem |
| --- | ------- | ----- | ------ | ---- | ----- |
| 1   | Włochy  | 1     | -      | -    | 1     |
| -   | Francja | 1     | -      | -    | 1     |
| 3   | Niemcy  | -     | 1      | 1    | 2     |
| 4   | Chiny   | -     | 1      | -    | 1     |
| 5   | Polska  | -     | -      | 1    | 1     |

## Medaliści

### Mężczyźni
| Złoto                                                                        | Srebro                                                     | Brąz                                                                        |
| Floret                                                                       |                                                            |                                                                             |
| Włochy · Andrea Baldini · Andrea Cassarà · Stefano Barrera · Salvatore Sanzo | Niemcy · Peter Joppich · Benjamin Kleibrink · Dominik Behr | Polska · Michał Majewski · Radosław Glonek · Marcin Zawada · Sławomir Mocek |

### Kobiety
| Złoto                                                                                     | Srebro                                                  | Brąz                                                                             |
| Szpada                                                                                    |                                                         |                                                                                  |
| Francja · Laura Flessel-Colovic · Hajnalka Kiraly-Picot · Maureen Nisima · Sarah Daninthe | Chiny · Li Na · Luo Xiaojuan · Zhang Li · Zhong Weiping | Niemcy · Imke Duplitzer · Britta Heidemann · Marijana Markovic · Monika Sozanska |